# Климанов, Иван Кириллович
Иван Кириллович Климанов (1923—1993) — капитан Советской Армии, участник Великой Отечественной войны, Герой Советского Союза (1945).

## Биография
Иван Климанов родился 18 августа 1923 года в селе Собчаково. Окончил семь классов сельской школы, затем два курса мукомольно-элеваторного техникума и аэроклуб в Москве. В 1940 году Климанов был призван на службу в Рабоче-крестьянскую Красную Армию. В 1941 году он окончил Тбилисскую военную авиационную школу пилотов. С августа 1942 года — на фронтах Великой Отечественной войны. Принимал участие в боях на Западном и 2-м Белорусском фронтах.
К 1945 году капитан Иван Климанов командовал эскадрильей 49-го истребительного авиаполка 309-й истребительной авиадивизии 4-й воздушной армии 2-го Белорусского фронта. К тому времени он совершил 284 боевых вылетов, принял участие в 63 воздушных боях, сбив 17 вражеских самолётов лично и ещё 5 — в составе группы.

Надгробие И. К. Климанова
на Миусском кладбище

Указом Президиума Верховного Совета СССР от 23 февраля 1945 года за «образцовое выполнение боевых заданий командования на фронте борьбы с немецкими захватчиками и проявленные при этом мужество и героизм» капитан Иван Климанов был удостоен высокого звания Героя Советского Союза с вручением ордена Ленина и медали «Золотая Звезда» за номером 5401.
После окончания войны Климанов продолжил службу в Советской Армии. В 1953 году он был уволен в запас. Проживал в Москве, работал в подразделениях Госбанка СССР. Умер 13 июня 1993 года, похоронен на Миусском кладбище Москвы.
Был также награждён тремя орденами Красного Знамени, орденами Александра Невского, Отечественной войны 1-й степени, Красной Звезды, рядом медалей.